# La Verdera (Riells del Fai)
La Verdera és un paratge del terme municipal de Bigues i Riells, dins del territori del poble de Riells del Fai, al Vallès Oriental.
És a l'extrem nord-oest del terme, a la part occidental de la Vall de Sant Miquel. És a la dreta del Tenes, a l'oest de les Torres de la Madella i al nord-oest de la masia de la Madella.